# Friedrich Wilhelm von Hoven

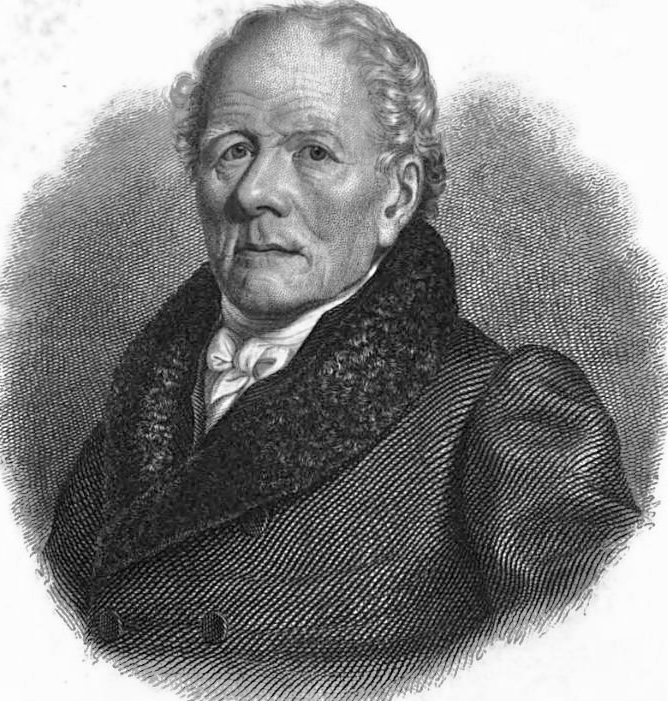
Bildnis in Biographie des Doctor Friedrich Wilhelm von Hoven, 1840

Friedrich Wilhelm von Hoven (eigentlich Wilhelm Friderich David Daniel von Hoven; * 11. März 1759 in Stuttgart; † 6. Februar 1838 in Nördlingen) war ein deutscher Arzt, Medizinalrat, Hochschullehrer und Freund Friedrich Schillers.

## Leben

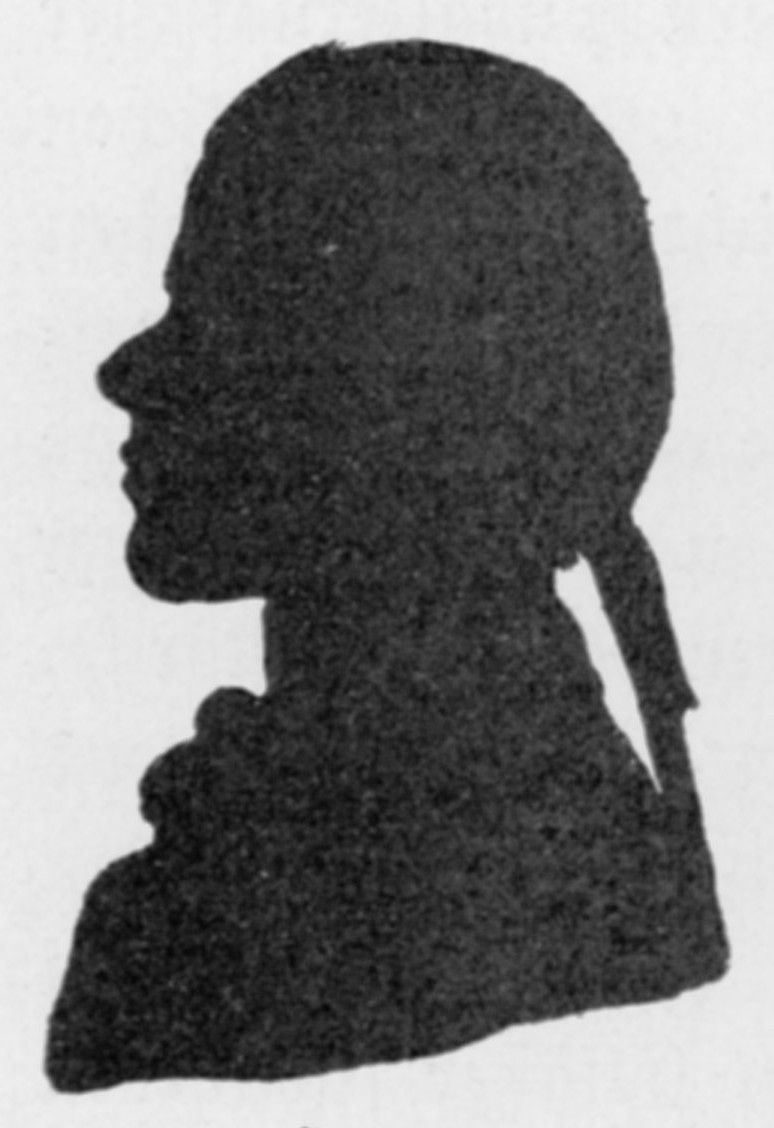
Friedrich Wilhelm von Hoven, Scherenschnitt, um 1780

Er entstammte der Bönnigheimer Familie von Hoven, deren adelige Herkunft unklar ist. Sein Vater Christof Daniel von Hoven (1732–1823) war vom Metzgersohn zum württembergischen Offizier aufgestiegen und hatte ab 1771 die Berechtigung, den althergebrachten Namensbestandteil von als Adelsprädikat zu führen. Er erreichte auch für seine beiden Söhne die Anerkennung des Adels durch Herzog Karl Eugen. Der 1759 geborene Friedrich Wilhelm besuchte ab 1766 die Lateinschule in Ludwigsburg. Am 17. Juni 1771 wurde er Eleve der seit 11. Februar 1771 „Militärische Pflanzschule“ genannten Karlsschule auf der Solitude bei Gerlingen (Württemberg). Sie war von Herzog Karl II. Eugen am 5. Februar 1770 als Gärtnerschule beziehungsweise Stukkator- und Gärtner-Knabenschule gegründet und am 14. Dezember 1770 zum „Militärischen Waisenhaus“ umgebildet worden. Am 11. März 1773 wurde die Karlsschule in „Herzogliche Militärakademie“ umbenannt und am 18. November 1775 nach Stuttgart verlegt. Dort studierte Hoven seit 1776 an der damals neu gegründeten Medizinischen Fakultät Medizin wie sein Freund Friedrich Schiller, der vorher, am 17. Januar 1773, ebenfalls Karlsschüler an der „Karls-Akademie“ geworden war, zunächst wie von Hoven als Student der Rechtswissenschaften.

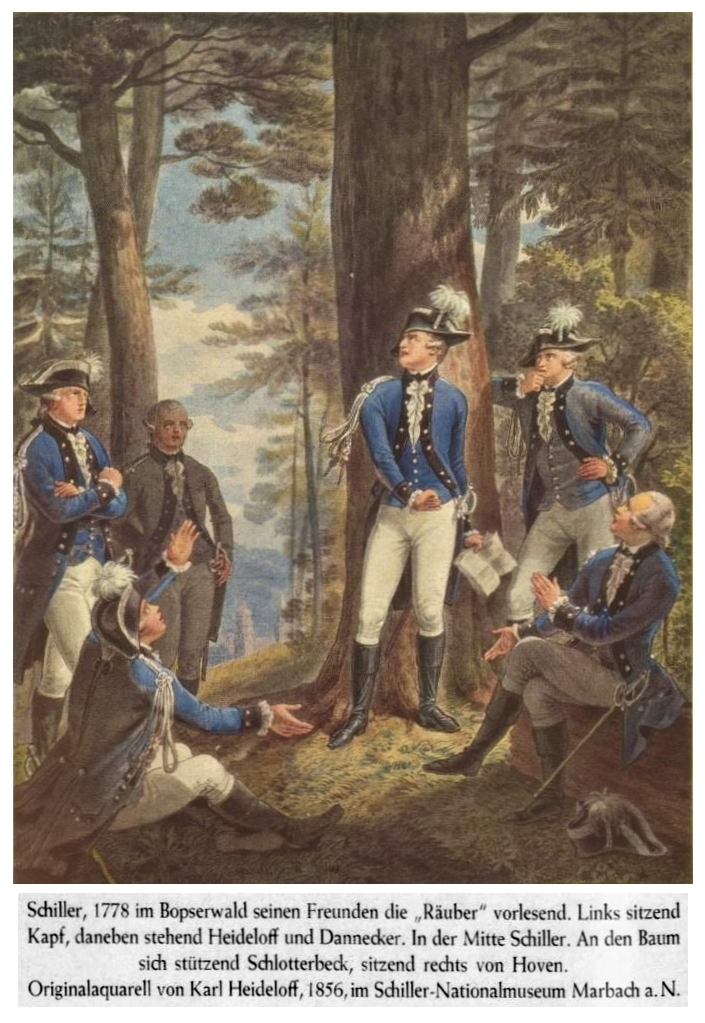

Friedrich von Hoven beschreibt die Kinderfreundschaft zwischen ihm und Schiller in seinen Erinnerungen (1840) wie folgt:

„Wir waren von gleichem Alter, beide Offizierssöhne, wollten beide Theologie studieren, ja wir wohnten zuletzt in den nämlichen Haus, in der damaligen Cottaschen Buchdruckerei in Ludwigsburg. Da unsern Vätern alles daran gelegen war, dass wir etwas Rechtes in der Welt werden sollten, so wurden wir streng zum Lernen angehalten, und um hierzu keine Zeit zu versäumen, wurde uns außer der Schule nur wenig Umgang mit unseren Kameraden gestattet. Umso fester schlossen wir uns daher aneinander selbst an, spielten miteinander in unsern müßigen Stunden und übten aller Mutwillen, wie zum Beispiel an dem Setzer der Druckerei, welchem wir täglich einen neuen Streich spielten. So lebten wir in der innigsten Verbindung zusammen bis zu meiner Aufnahme in die militärische Pflanzschule auf der Solitude.“

Nach seiner und Schillers Entlassung aus der Stuttgarter Karlsschule am 15. Dezember 1780 wurde er in Ludwigsburg Medicinae Practicus und Regimentsdoktor am Militärischen Waisenhaus. Anfang 1781 begann er in seinem Elternhaus in Ludwigsburg mit den Vorbereitungen auf das Universitätsexamen und mit der Arbeit an seiner Dissertation De Originis Puris, die er bis Ende 1784 fertigstellte.
Nach seiner Examinierung an der Anfang 1782 vom Kaiser zur Universität erhobenen Hohen Karlsschule in Stuttgart, wo er Anfang 1785 promoviert wurde und bald darauf auch seine Doktorarbeit gedruckt wurde, wurde er in Ludwigsburg 1785 Zweiter Stadt- und Amts-Physikus (Arzt) und am 28. Januar 1786 dazu Charakter [Rang] als Herzoglich Württembergischer Hofmedikus. Vom 2. Mai 1793 bis 1803 war er Erster Stadt- und Amtsphysikus in Ludwigsburg. Als solcher hatte er eine Abhandlung über die syphilitischen Krankheiten aus dem Französischen verfasst.
Im Jahr 1803 erhielt er einen Ruf als ordentlicher Professor der Heilkunde (Medizin) an die Universität Würzburg, wo er im November 1803 seinen Antrittsbesuch in der Chirurgischen Klinik des Juliusspitals (damals die Universitätsklinik Würzburgs) und bei Carl Caspar von Siebold machte, im Dezember 1803 mit den Vorlesungen (beginnend mit drei Hörern) begann und auch Dozent für die „Geschichte der Heilkunde“ wurde. Von Hoven war (zu dieser Zeit der Säkularisation) der erste protestantische Arzt am Juliusspital-Krankenhaus. (Ansonsten war nur Johann Lorenz Bausch während der schwedischen Besatzung als Nichtkatholik Arzt am Juliusspital gewesen). Mit Unterstützung des Juristen und Juliusspital-Administrators Georg Anton von Oehninger (1778–1831; weltlicher Vorsteher des Juliusspitals, von 1808 bis 1828 Direktor des Großherzoglichen Administrationsrats) und der baierischen Regierung veranlasste er neben organisatorischen auch räumliche Veränderungen zur besseren klinischen Ausbildung von Studenten in den Krankenzimmern. Mit seiner Familie wohnte von Hoven, ebenso wie Friedrich Wilhelm Joseph Schelling und dessen Freund Heinrich Eberhard Gottlob Paulus, im sogenannten Borgiasbau der Würzburger Universität, später bei Johann Georg Pickel.
1805 wurde er dort (Kurpfälzisch-bayerischer) Medizinalrat und nach dem plötzlichen Tod von Johann Nicolaus Thomann (1764–1805) diesem nachfolgend die alleinige Leitung der Medizinischen Klinik übernehmender Erster Arzt bzw. Spitalarzt (Oberarzt unter Thomann, dem von etwa 1796 bis 1805 an der Medizinischen Klinik des Juliusspitals wirkenden Professor der allgemeinen Heilkunde). Dessen Vertretung in Krankheitsfällen hatte von Hoven mehrfach schon zuvor übernommen. Im Gegensatz zu Thomann vertrat von Hoven in seinem in Würzburg publizierten und in Heilbronn gedruckten Handbuch der praktischen Heilkunde von 1805 die damals von John Brown verbreitete Erregungstheorie, den Brownianismus. Als zentrales Element in der Ausbildung von Mediziner sah von Hoven den klinischen Unterricht am Krankenbett an und schuf dafür auch die räumlichen Voraussetzungen. Im November 1805 nahm sogar der bayerische Kurfürst Max IV. Joseph am klinischen Studentenunterricht teil. In Würzburg regte von Hoven einige organisatorische Änderungen an, die jedoch nicht alle ausgeführt wurden, etwa die Abweisung unheilbarer Kranker. Nachdem das Juliusspital mit französischen Kriegsverletzten zwangsbelegt worden war, beschleunigte er Maßnahmen zu deren Verlegung in das Kloster Unterzell.
Er verfügte über ausgezeichnete Beziehungen zur neuen kurbayerischen Regierung. Von seinem für die Regierung als Kurator tätigen, wie Schiller an der Karls-Akademie kennengelernten, Jugendfreund, dem kurfürstlich Bayerischen General-Landes-Commissär und Präsident der Landesdirektion zu Bamberg und Würzburg Reichsgraf Friedrich von Thürheim, vermittelt hatte er bereits 1803 am Juliusspital, wohin er auf einen Vorschlag Thürheims hin gekommen war, Patienten seines Vorgängers Thomann übernehmen können. Von 1803 bis 1805 gehörte er auch dem Administrationsrat des Juliusspitals an. Im Zuge der politischen Ereignisse (1806 ging Würzburg an das Großherzogtum Toskana) legte der 1805 noch zum kurpfälzisch-bayerischen Ministerialrat ernannte Protestant von Hoven 1806 seine Professur und die Oberarztstelle am Juliusspital nieder und wurde Medizinalrat in Ansbach.
In Bayern genoss die Homöopathie um 1834 erhebliche Unterstützung in den oberen Gesellschaftsschichten, besonders in der Stadt Nürnberg. Dort behandelten Karl Preu und Johann Jacob Reuter angesehene Familien mit homöopathischen Mitteln. In diesem Jahr veröffentlichte Friedrich Wilhelm von Hoven unter dem Pseudonym „E. Wahrhold“ eine scharfe Kritik an der Homöopathie. Er argumentierte, dass diese Methode keine wissenschaftliche Grundlage habe, die Mittel keine echten Arzneien seien und vermeintliche Heilungen auf Diät, natürliche Kräfte oder Suggestion zurückzuführen seien. Er forderte eine objektive Untersuchung und staatliche Maßnahmen, falls sich die Homöopathie als unwirksam erweisen sollte.
Bedeutsam war in Würzburg auch von Hovens weiter oben bereits erwähnte Wohnungsnachbarschaft mit Friedrich („Fritz“) Wilhelm Joseph von Schelling, der an der Universität Würzburg von 1803 bis Frühjahr 1806 als Professor der Philosophie tätig war, und mit Schellings rationalistischem Gegner Heinrich Eberhard Gottlob Paulus, der von 1803 bis 1807 Professor der Theologie an derselben Universität war.
Der „Frauenkrieg“ zwischen den Ehefrauen Caroline Schelling (geborene Michaelis, verwitweter Böhmer, geschiedener Schlegel, verheirateter Schelling; 1763–1809) und Caroline Paulus, geborene Paulus (1767–1844), erhöhte die auf wissenschaftlichen Differenzen beruhenden Spannungen zwischen den Professoren Schelling und Paulus.
Zu von Hovens Schülern und Assistenten am Juliusspital gehörte unter anderem Franz Xaver Heller. Von Hovens Nachfolger in Würzburg als Leiter der Medizinischen Klinik wurde Nicolaus Anton Friedreich. Im Jahr 1807 verließ von Hoven zusammen mit seinem Mentor bei der Regierung Friedrich von Thürheim Ansbach und wurde königlich-bayerischer Obermedizinalrat, Begründer eines großen, nach seiner Versetzung in den Ruhestand errichteten Krankenhauses und Direktor aller Hospitäler in Nürnberg.
1836 zog er zu seiner Tochter nach Nördlingen und 1837 trat er in den Ruhestand und schrieb kurz vor seinem Tod (in seinem 79. Lebensjahr) seine Lebenserinnerungen nieder. Der Briefwechsel Schillers mit von Hoven ist in dessen Autobiographie wiedergegeben.

## Schriften (Auswahl)
- Versuch über die Wichtigkeit der dunkeln Vorstellungen in der Theorie von den Empfindungen. Mäntler, Stuttgart 1780 (Digitalisat).
- Fridericus Guilielmus de Hoven: De Originis Puris. Stuttgart 1785. Zugleich Medizinische Dissertation. Digitalisat.
- Versuch über das Wechselfieber und seine Heilung, besonders durch die Chinarinde. 2 Theile. Heinrich Steiner und Kompagnie, Winterthur 1789/90 (Digitalisate).
- Geschichte eines epidemischen Fiebers welches in den Jahren 1792 und 1793 in dem Wirtembergischen Marktflecken Asperg geherrscht hat; nebst Bemerkungen über die Natur dieses Fiebers. Joh. Christ. Gottfr. Göpferdt, Jena 1795 (Digitalisat).
- Vertheidigung der Erregungstheorie gegen einige hauptsächliche Einwürfe. Cotta, Ludwigsburg 1802.
- Die Vorzüge der Brownschen Praxis vor der nichtbrownschen. Cotta, Ludwigsburg 1803.
- Handbuch der practischen Heilkunde. 2 Bände. Claß, Heilbronn/Rothenburg 1805.
- Grundsätze der Heilkunde. Ferdinand Claßen, Rothenburg ob der Tauber 1807 (Digitalisat).
- Versuch einer praktischen Fieberlehre. Johann Leonhard Schrag, Nürnberg 1810 (Digitalisat).
- Versuch über die Nervenkrankheiten. Johann Leonhard Schrag, Nürnberg 1813 (Digitalisat).
- Ideen über sittliche Kultur und Erziehung. Riegel und Wießner, Nürnberg 1822 (Digitalisat).
- Ideen über die sittliche Besserung der Verbrecher. Monath & Kußler, Nürnberg 1822.
- Wahrhold, Ernst Friedrich: Rhapsodien aus den hinterlassenen Papieren eines praktischen Arztes. Herausgegeben von Dr. Ernst Friedrich Wahrhold, seinem Neffen. Campe, Nürnberg 1829 (Digitalisat).
- Hildebold von Schwangau: Romantisches Gemälde aus dem Mittelalter. Lentner, München 1835 (Digitalisat).
- Hampelmann’s Bad- und Reise-Abentheuer: Lokal-Posse in 2 Abtheilungen. Döring, Frankfurt am Main 1839 (Digitalisat).
- Autobiografie: Biographie des Doctor Friedrich Wilhelm von Hoven, […] von ihm selbst geschrieben und wenige Tage vor seinem Tode noch beendiget, herausgegeben von einem seiner Freunde und Verehrer [Dr. Merkel]. Mit einem Titelkupfer und einem Anhang von 18 Briefen Friedrich Schillers. Johann Leonhard Schrag, Nürnberg 1840 (Digitalisat; Volltext); Neuauflage: Lebenserinnerungen. Textrevision und Anmerkungen von Hans-Günther Thalheim und Evelyn Laufer. Rütten und Loening, Berlin 1984.